# Moechohecyra arctifera
Moechohecyra arctifera là một loài bọ cánh cứng trong họ Cerambycidae.